# Anneslia purpusii
Anneslia purpusii là một loài thực vật có hoa trong họ Đậu. Loài này được (Brandegee) Britton & Rose mô tả khoa học đầu tiên năm 1928.